# Ирина Жиленко
Ирина Жиленко (укр. Жиленко Ірина Володимирівна; Кијев, 28. април 1941 — 3. август 2013) је била украјинска песникиња и супруга Владимира Дрозда.  

## Биографија
Рођена је 28. априла 1941. у Кијеву. Године 1964. је дипломирала на Кијевском националном универзитету Тарас Шевченко и објавила је своју прву књигу есеја Bukovyna Ballads. Ауторка је дванаест књига поезије, међу којима су Solo for Sofia (1965), Self-Portrait in Red (1971), A Window into the Garden (1978), Concert for a Violin and a Grass-Hopper (1979), Market of Wonders (1982), The Last Street Organ-Grinder (1985), The Girl at the Ball (1987) Tea Ceremony (1987), An Evening Party in an Old Winery (1994) и Seasons (1999). Писала је и кратке приче и поезију за децу. Године 1987. је примила признање за своје књижевне доприносе, а 1996. националну награду Шевченко за свој рад и збирку поезије Verchirka u starii vynarni. Енглески преводи њених песама су објављени у Anthology of Soviet Ukrainian Poetry у Кијеву 1982. године. Вирлана Ткач и Ванда Фипс су превеле њену песму In the Country House, а компанија Yara Arts Group је објавила серијал Spinning Spells: Poetry in Performance у In a Different Light: A Bilingual Anthology of Ukrainian Literature Translated into English by Virlana Tkacz and Wanda Phipps and Performed by Yara Arts Group. Преминула је 3. августа 2013. у 72. години.